# Evangelisches Kirchenzentrum Kronsberg

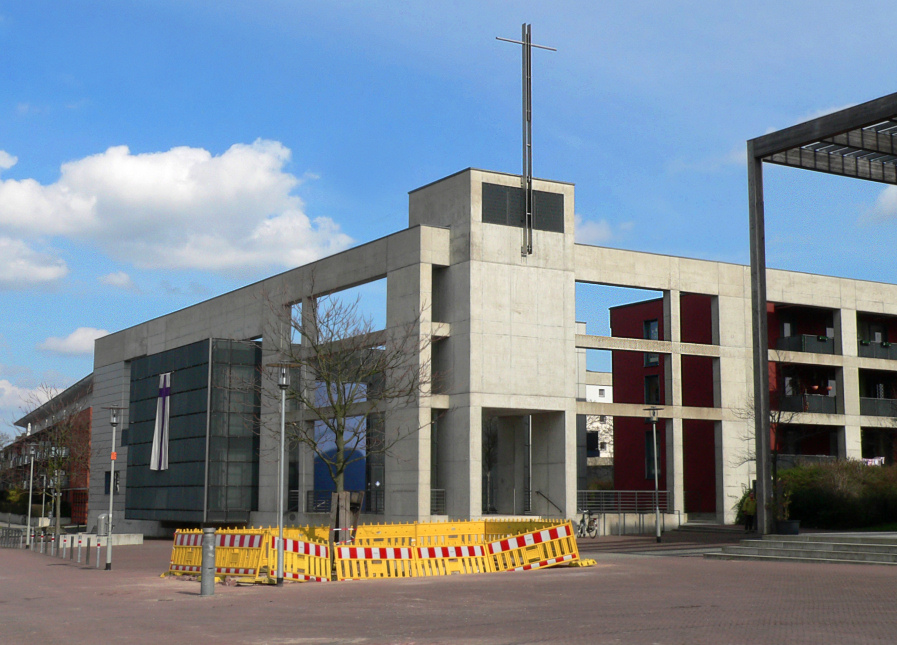
Evangelisches Kirchenzentrum Kronsberg (2010)

Das Evangelische Kirchenzentrum Kronsberg ist ein Kirchenbau am Westhang des Kronsberges in Hannover, der zur St.-Johannis-Kirchengemeinde in Hannover-Bemerode gehört. Die Evangelisch-Freikirchliche Gemeinde Hannover-Kronsberg (Baptisten) nutzt seit 2005 die Räumlichkeiten für ihre Gottesdienste mit. Das Kirchenzentrum befindet sich am Hauptplatz (Thie) des Kronsberg (Stadtviertel) in Nachbarschaft mit dem Kommunalen Kultur- und Sozialzentrum KroKuS. Zum Gemeindebereich des Kirchenzentrums Kronsberg gehören etwa 2000 Mitglieder (Stand 2010). Seit  September 2014 ist im Kirchenzentrum  das Projekt Stadtkloster-Kirche der Stille beheimatet.

## Geschichte

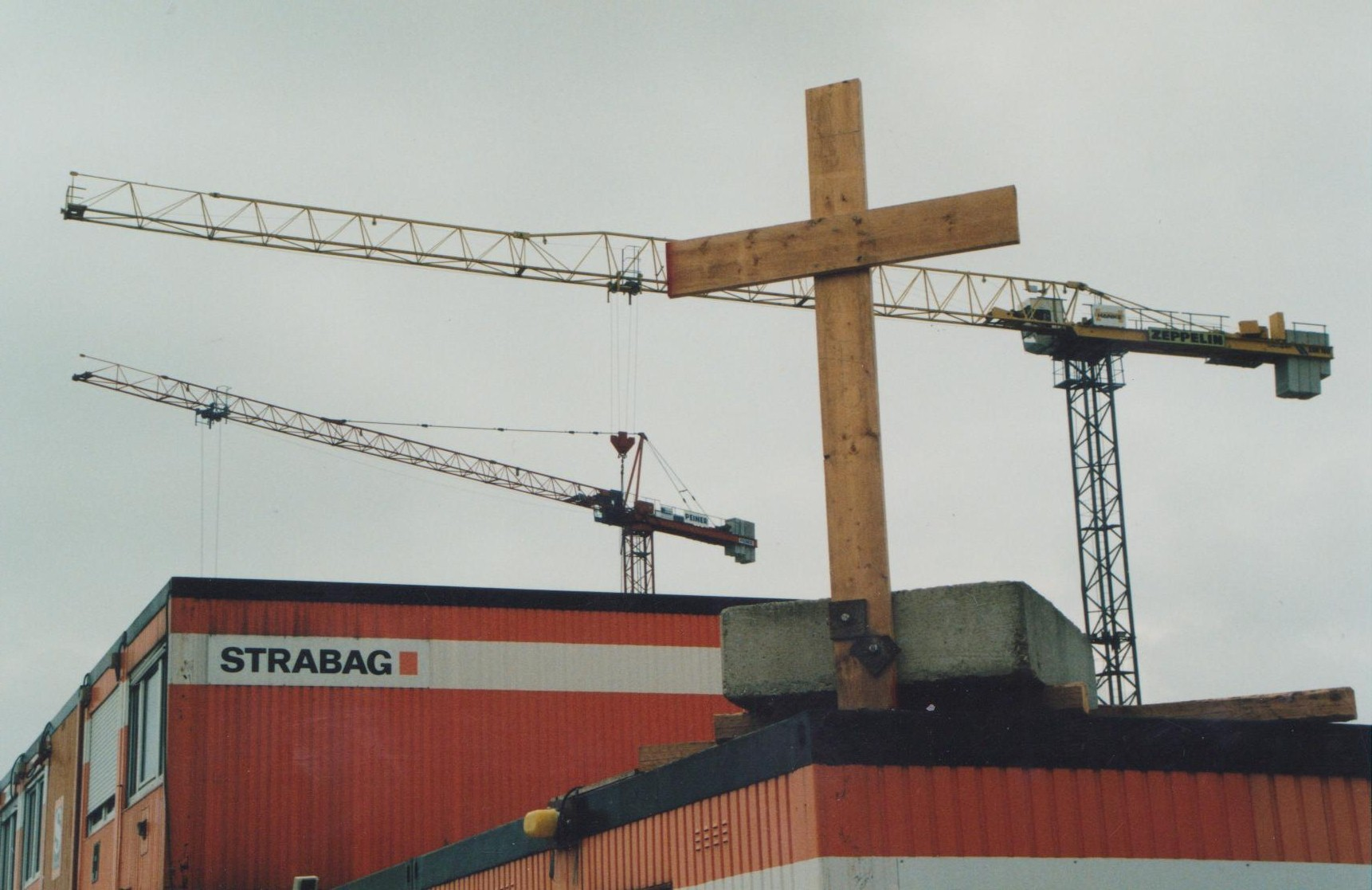
Kirchen-Container während der Bauarbeiten mit Kreuz, Juni 1999

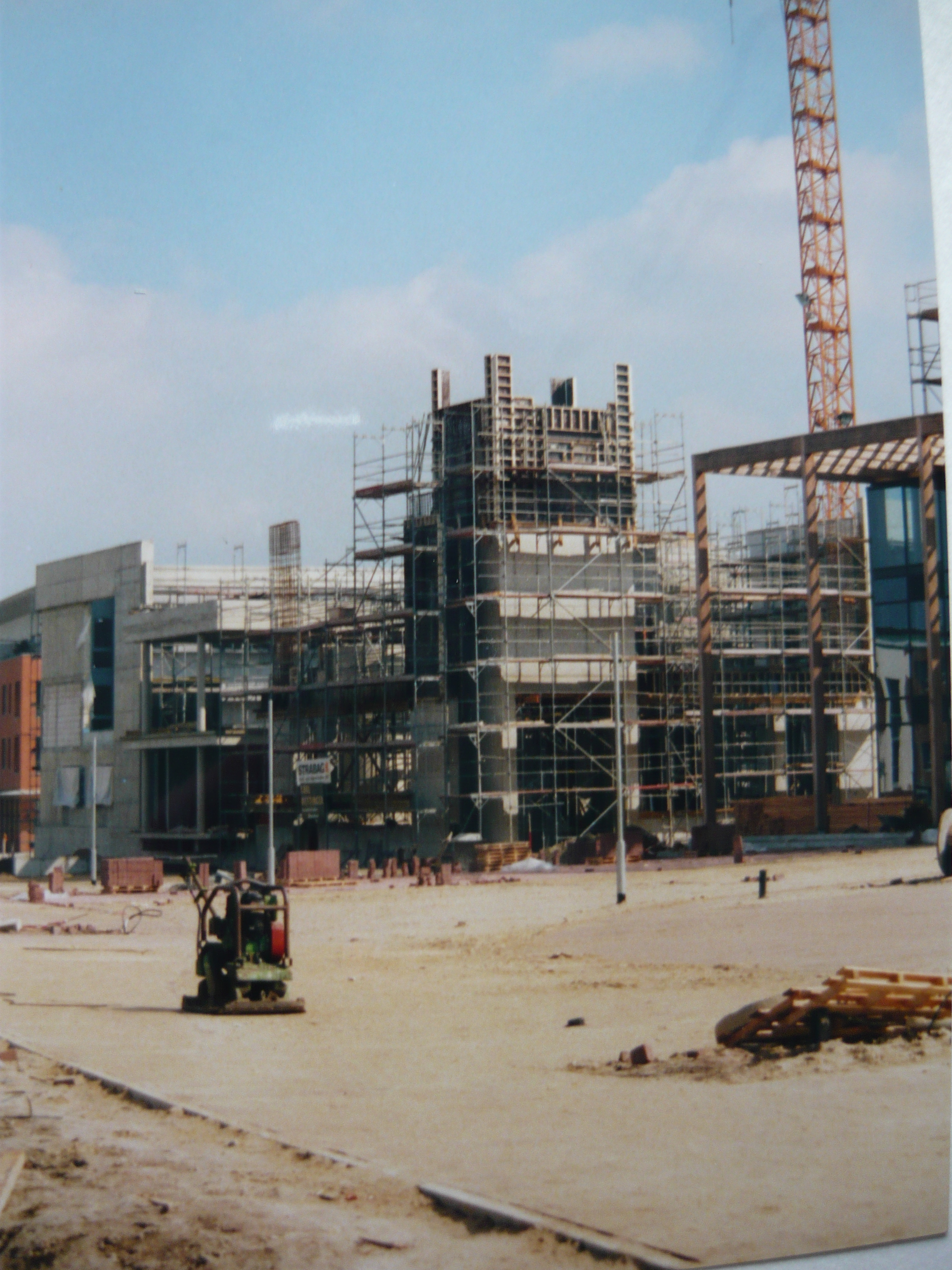
Das Kirchenzentrum im Bau, 1999

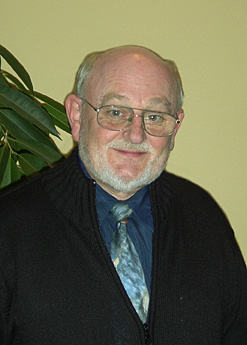
Erster Pastor des Kirchenzentrums Hans Joachim Schliep

Hannover erhielt am 14. Juni 1990 den Zuschlag für die Weltausstellung Expo 2000, worauf Ende der 1990er Jahre auf dem Kronsberg die Expo-Siedlung entstand. Ab Mitte der 1990er Jahre wurde innerhalb der Ev.-luth. Landeskirche Hannovers über eine Kirche auf dem Kronsberg nachgedacht. Zu Christi Himmelfahrt am 25. Mai 1995 wurde ein erster ökumenischer Gottesdienst am Wasserwerkswäldchen auf dem Kronsberg gefeiert.

### Bauplanung
In einem Auswahlverfahren wurde am 26. Mai 1998 der Entwurf des Hamburger Architekten Bernhard Hirche für das Kirchenzentrum auf dem Kronsberg ausgewählt. Alle sieben Final-Entwürfe wurden im Juni 1998 im Neuen Rathaus von Hannover der Öffentlichkeit präsentiert. Das Kirchenzentrum Kronsberg war zunächst als ökumenisches Projekt geplant. Nach dem Rückzug der römisch-katholischen Diözese Hildesheim wurde der evangelisch-lutherische Stadtkirchenverband Hannover alleiniger Träger in Kooperation mit der Gesellschaft für Bauen und Wohnen Hannover (GBH).

### Baubeginn
Am 17. Mai 1999 begannen mit dem ersten Spatenstich die Arbeiten am Kirchenbau am Kronsberg. Am 28. März 1999 war Pastor Hans Joachim Schliep (* 1945,† 2025), der bis dahin als Leiter des Amtes für Gemeindedienst und Dezernent (Oberlandeskirchenrat) im Landeskirchenamt Hannover  gearbeitet hatte, in der St.-Johannis-Kirche in Bemerode in sein Amt als Kronsbergpastor eingeführt worden. Am 1. April 1999 nahm er sein Amt offiziell auf und begann, in der Expo-Siedlung eine Kirchengemeinde aufzubauen. Er bezog während der Bauzeit auf dem Baugelände einen Kirchencontainer und verrichtete von dort aus seinen Dienst. Mit einem Gottesdienst, in dem die damalige Landesbischöfin Margot Käßmann predigte, und einem Fest wurde das Kirchenzentrum am 8. Oktober 2000 eingeweiht und in Gebrauch genommen. Dazu hatten sich etwa 800 Menschen in und um die Kirche versammelt.

## Kirchenbau

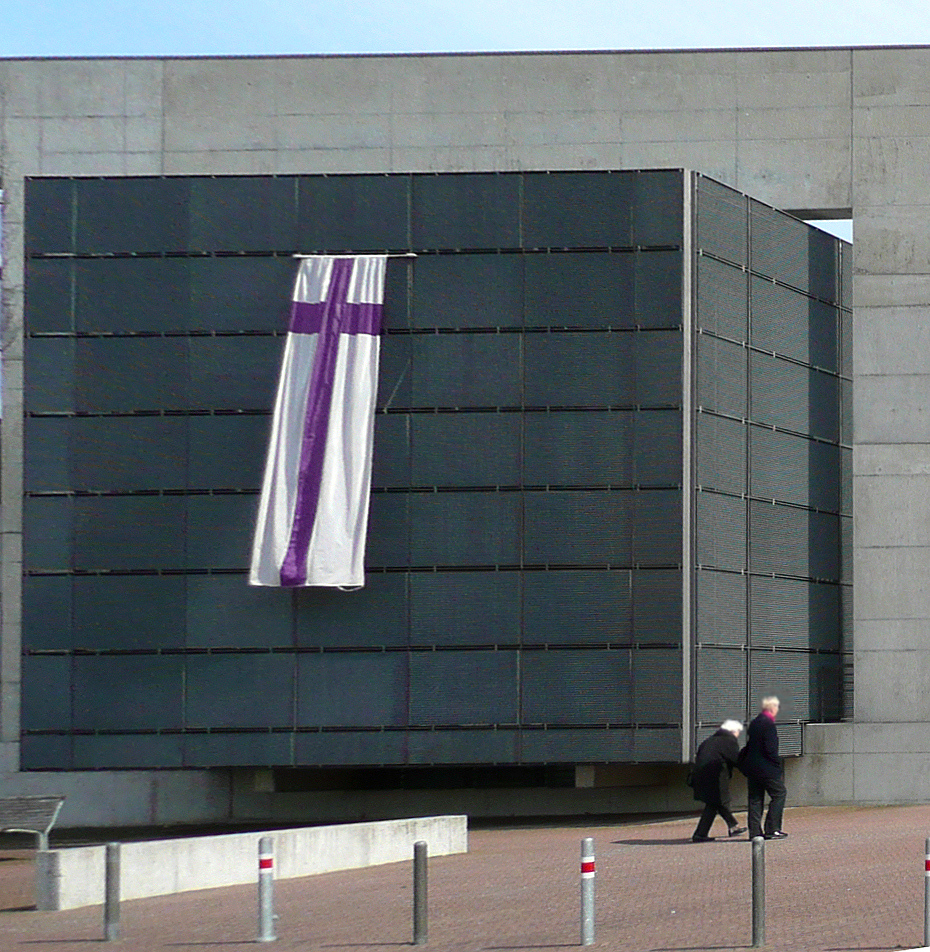
Kirchenfahne am Sakralraum

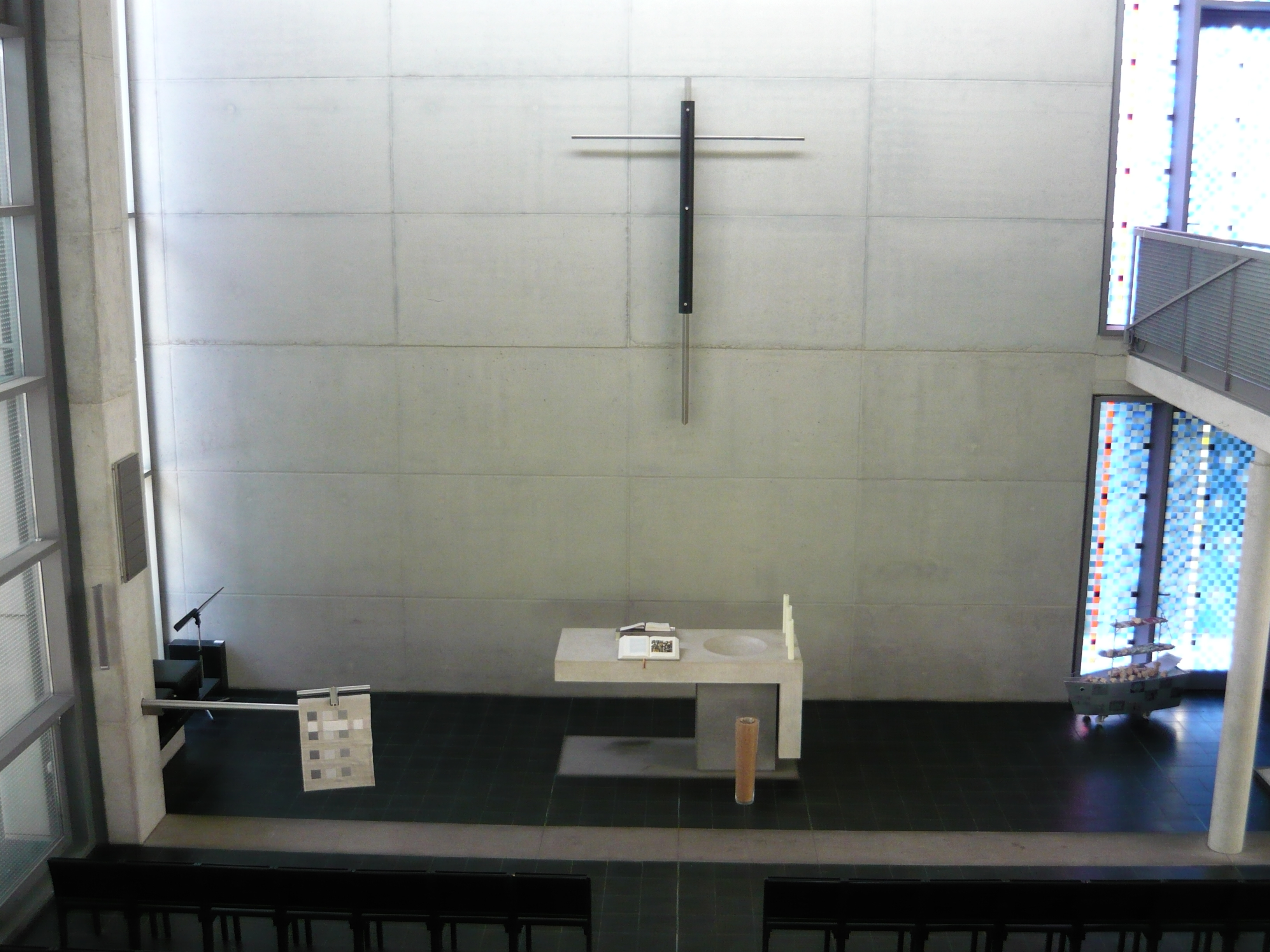
Blick von der Empore, Mai 2012

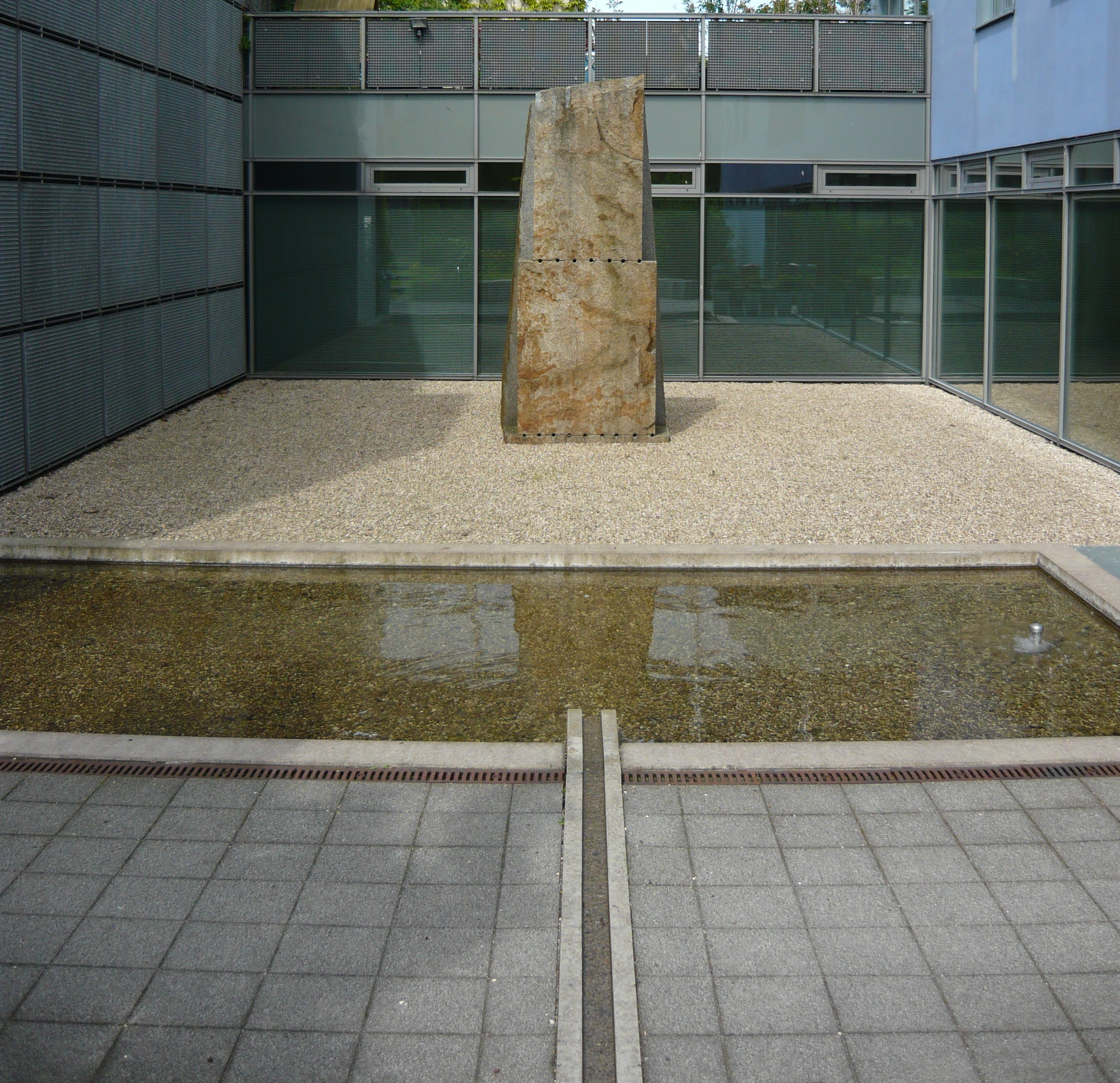
Stein des Bildhauers Ulrich Rückriem im Paradies, Mai 2012

Die Baukosten des Kirchenzentrums beliefen sich auf 11 Millionen DM (ca. 5,5 Millionen Euro). Sie wurden von der Evangelisch-lutherischen Landeskirche Hannover und dem evangelisch-lutherischen Stadtkirchenverband Hannover sowie der Wohnungsbaugesellschaft GBH getragen. Der Hamburger Architekt Bernhard Hirche erhielt für seinen Entwurf einige Auszeichnungen. Im Kirchenraum finden etwa 180–200 Besucher Platz, bei Öffnung der flexibel nutzbaren Gemeinderäume sind es bis zu 400 Personen. Das Kirchenzentrum gehörte bei Baubeginn zu den wenigen neuen Kirchenbauten und die Gemeinde zu den jüngsten entstehenden Kirchengemeinden Deutschlands. Das Kirchenzentrum Kronsberg gilt als ein Vorbild für Kirchenbauten im 21. Jahrhundert.
Das Kirchenzentrum entstand unter dem Motto Anders wohnen auf dem Kronsberg – Leben in einem modernen Kloster. Bereits 1997 hatte die Landeskirche Hannover das 3750 Quadratmeter große Grundstück erworben. Darauf entstand in einem an die alte Klosterform angelehnten Baukörper ein Sakralraum, der schlicht in Beton und Glas gehalten wurde. Rund um einen offenen Brunnenhof (Paradies) entstanden insgesamt 25 behindertengerechte, Sozial- und Eigentumswohnungen sowie die Wohnungen für den Küster und den Pastor. Der von allen Seiten öffentlich zugänglich Baukomplex erscheint als modernes Kloster, zugleich als Schutzraum. Ein Rahmen aus Sichtbeton umfasst Gebäudehoch den Kirch- und Gemeinderaum, das Pfarrhaus und die anderen Gebäude. Die Außenwände der beiden Wohngebäude und das Pastorat sind unterschiedlich gestrichen: rot (Sozialwohnungen), gelb (Eigentumswohnungen) und blau (Pastoren).

### Glocken
Die Glocken für das Kirchenzentrum wurden von der St.-Ansgar-Kirche Hannover übernommen. In einem Gottesdienst am 2. Advent 2001 wurden die Glocken  vorgestellt.
- Glocke 1: a' (610 kg) – Off. Joh. 21,5+6; Christus spricht: Siehe ich mache alles neu! Ich bin das A und O, der Anfang und das Ende.
- Glocke 2: h' (383 kg) – Römer 12,12b: Seid geduldig in Trübsal.
- Glocke 3: d" (290 kg) – Römer 12,12c: Haltet an im Gebet
- Glocke 4: e" (219 kg) – Römer 12,12a: Seid fröhlich in Hoffnung

### Innenraum
Der Kirchenraum ist nach drei Seiten hin verglast. An der Stirnseite ist das Glas in unterschiedlich getöntem transluzentem Blau gehalten. Durch ein verborgenes Fenster fällt bei sonnigem Wetter ab dem Nachmittag ein wanderndes Lichtband über die Altarwand. Den auf diese Weise lichtdurchfluteten Raum entwarf der Glaskünstler Jochem Pönsgen aus Soest. Von ihm stammt auch eine Glastür, vor der ein Meditationsbereich eingerichtet wurde. Dieser Bereich wurde ab Herbst 2000 für die Kronsberger Nachtkirche genutzt.
Der schlichte Altar ist aus glattem Beton und freihängend. Er liegt an einer Seite auf dem dunkleren Taufstein auf; das Taufbecken selbst ist in den Altar eingelassen. Die Osterkerze steht auf einem Stein vom See Genezareth.

### Brunnenhof
Im begrünten Brunnenhof (Paradies) steht ein kunstvoll gestalteter Stein (Granit Bleu de vire aus der Normandie) des Bildhauers Ulrich Rückriem, der überwiegend aus Spendengeldern finanziert wurde. Der Stein bildet zusammen mit Quelle und einem in Beton gefassten Teich einen Ruhebereich und das Zentrum des Paradies genannten Brunnenhofes. Der Brunnenhof wird für Veranstaltungen genutzt. Durch den verglasten Kreuzgang ist das Ensemble aus Stein, Quelle und Teich auch von innen zu betrachten.

### Orgel
Am 5. Oktober 2003 wurde die Orgel eingeweiht. Sie wurde 1992 vom Orgelbaumeister Karl Lötzerich erbaut und nach Plänen des Architekten Hirche von Rudolf von Beckerath Orgelbau aus Hamburg umgestaltet. Die Kosten beliefen sich auf rund 45.000 Euro. Zur Finanzierung der Kronsberg-Orgel wurde eigens ein Orgelbauverein gegründet. Die Leitung übernahm der Bankier Hannes Rehm und als Stellvertreterin die ehemalige Europaabgeordnete Barbara Simons (SPD). Durch zahlreiche Einzelspenden und einen Zuschuss der Ev.-luth. Landeskirche Hannovers (20 %) war die Finanzierung rasch gesichert. Das Instrument hat sieben Register (576 Pfeifen) auf einem Manualwerk und Pedal.
| I Hauptwerk C–g3 |            |       |
| 1.               | Gedackt    | 8′    |
| 2.               | Prinzipal  | 4′    |
| 3.               | Rohrflöte  | 4′    |
| 4.               | Octave     | 2′    |
| 5.               | Quinte     | 1 ⁄3′ |
| 6.               | Mixtur III | 1 ⁄3′ |

| Pedal C–f1 |         |     |
| 7.         | Subbass | 16′ |

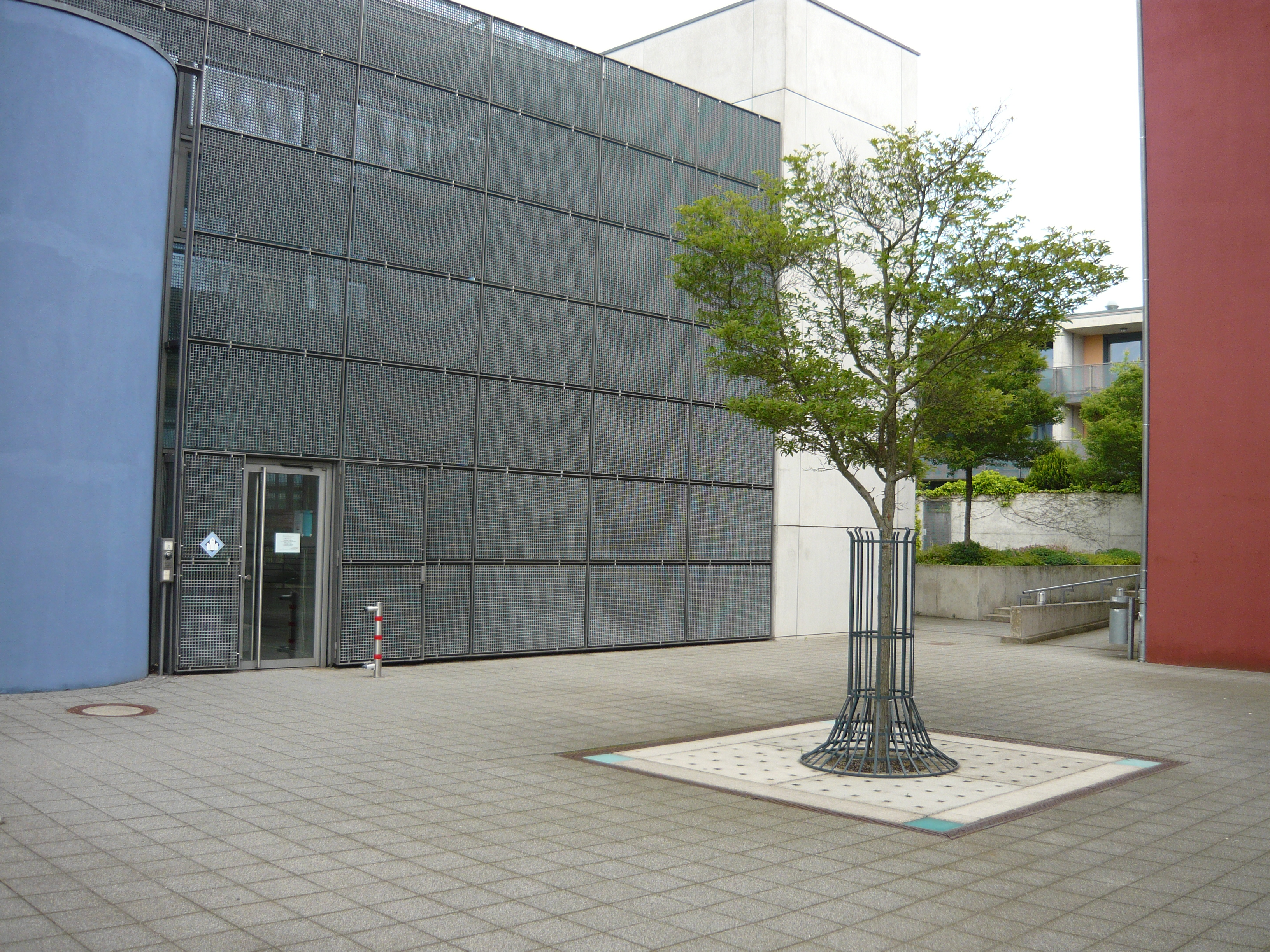
Außenbereich vor dem Eingang zum Sakralraum
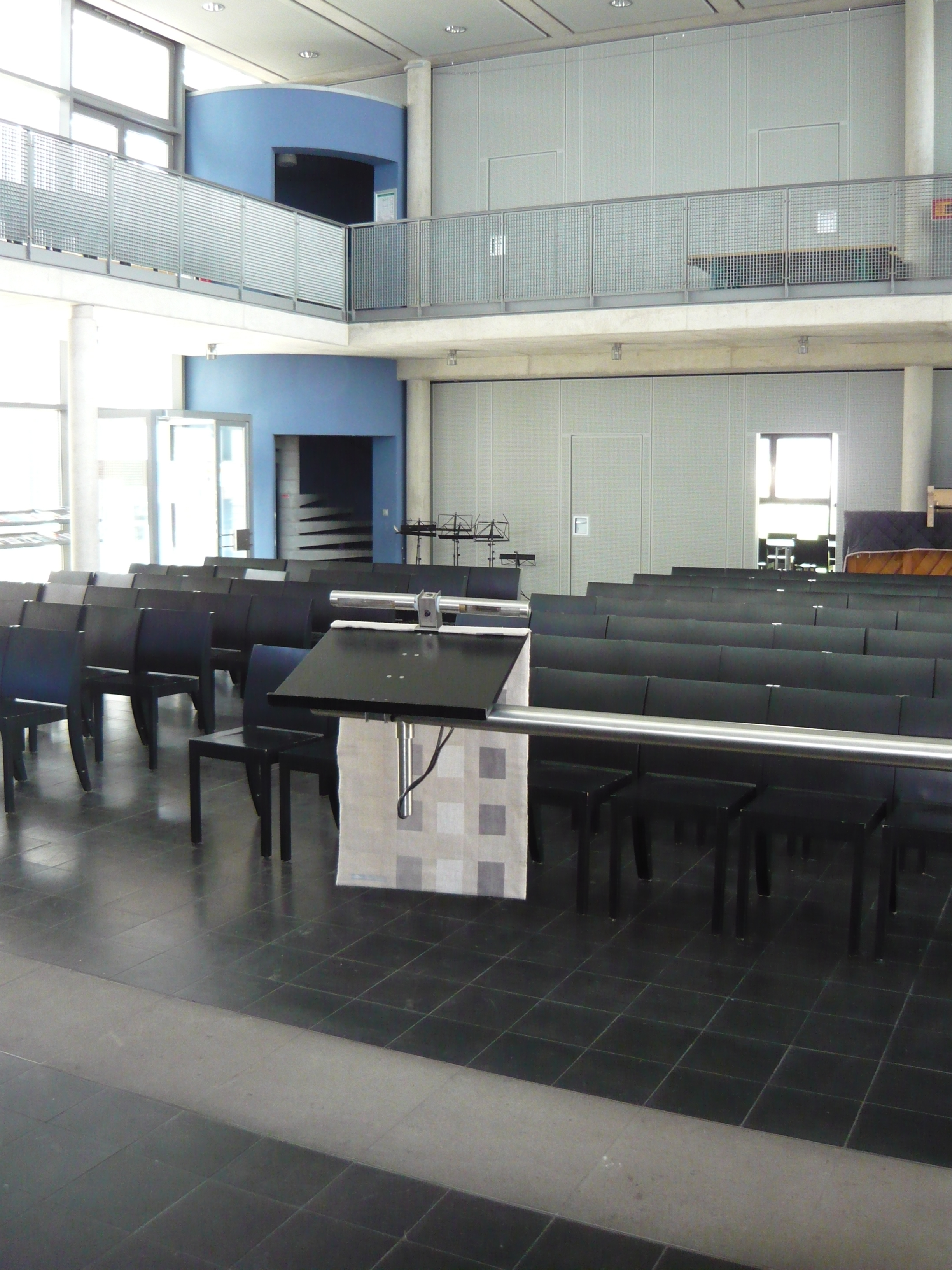
Blick in den Sakralraum
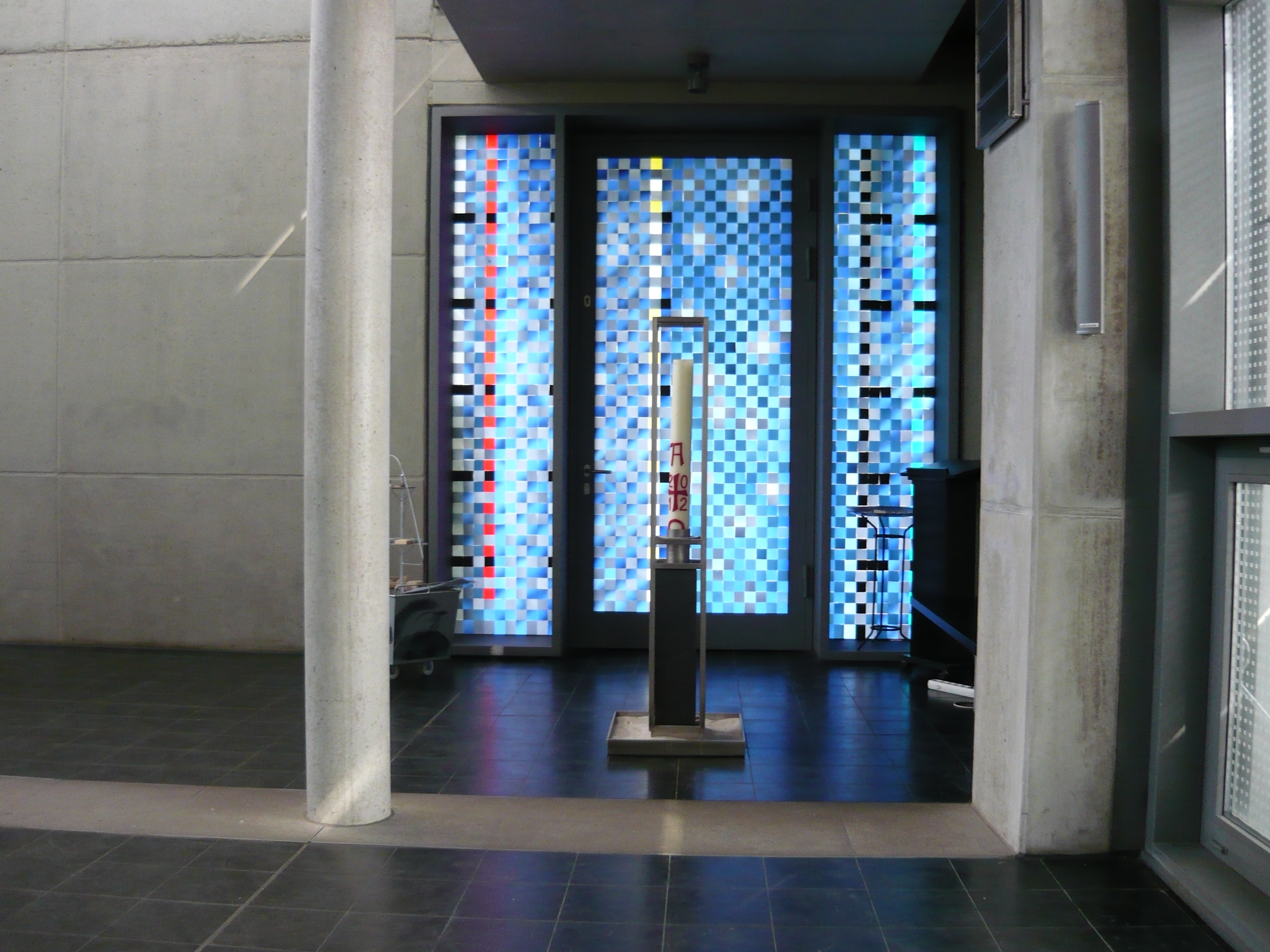
Osterkerze und Tür des Glaskünstlers Jochem Poensgen
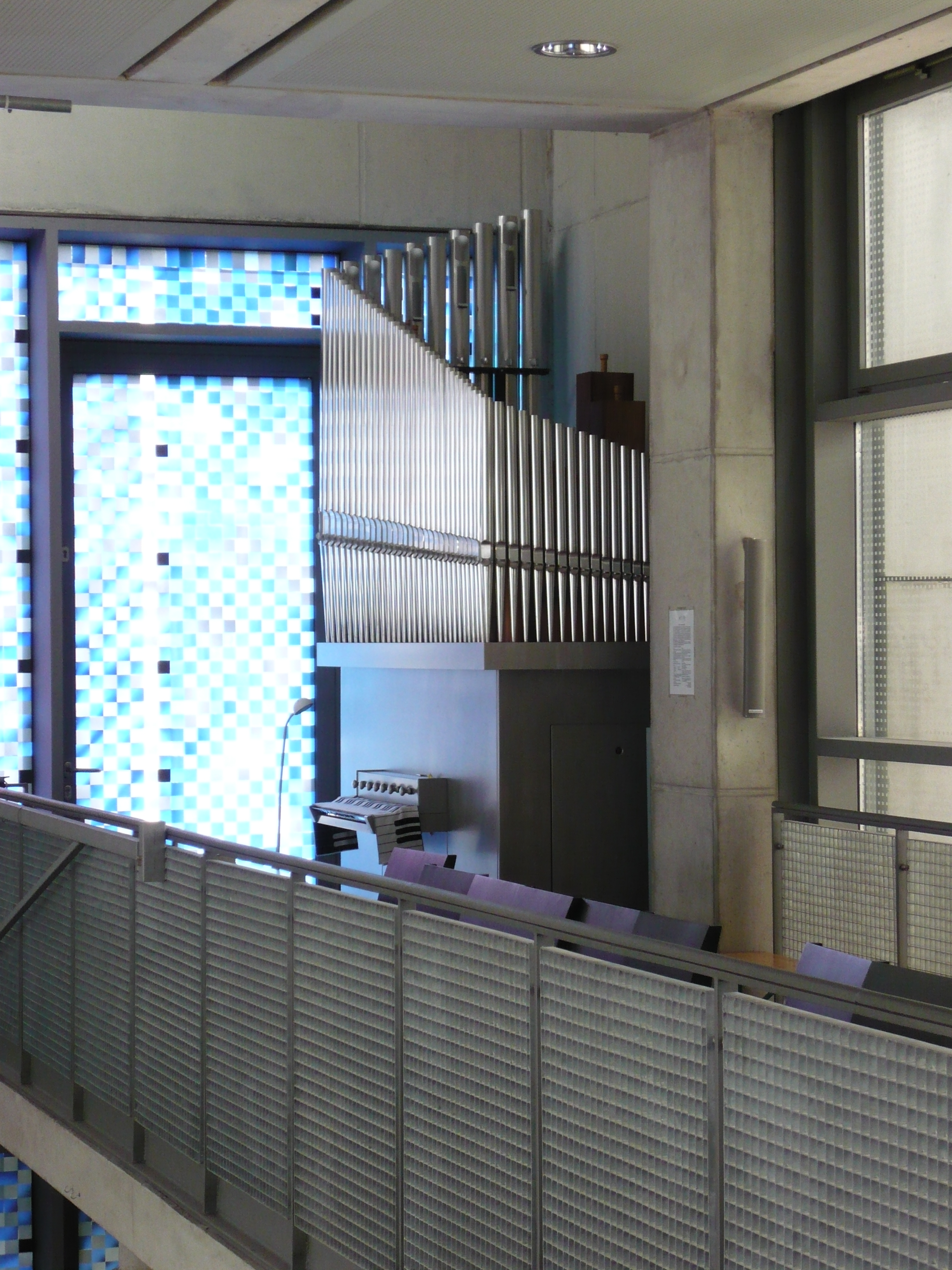
Orgel auf der Empore

## Pastoren
Kirchengemeinde:
- 1999–2008: Hans Joachim Schliep
- 2008–2012: Susanne Krage-Dautel
- seit 2013: Mirjam Schmale
- 2016–2025: Ole Großjohann-Lenzen

Stadtkloster-Kloster der Stille:
- 2014–2020: Maike Ewert[4]
- Seit Dezember 2021: Christine Tergau - Harms

## Veranstaltungen und Sonstiges
Die Gottesdienste finden zu ungewöhnlichen Zeiten statt, beispielsweise die Kronsberger Abendkirche um 18 Uhr, die Mittagskirche um 12:15 Uhr und die Nachtkirche (bis 2007) freitags von 22:00 Uhr bis 22:30 Uhr. Häufig werden Gottesdienste thematisch mit anderen Veranstaltungen verknüpft. Zu den Angeboten des Kirchenzentrums gehören beispielsweise die Kinderkirche, Kinder- und Jugendgruppen, Literaturkreis, Männerfrühstück. Die Gemeinde arbeitet eng mit anderen Einrichtungen auf dem Kronsberg und in Bemerode zusammen, beispielsweise mit dem Kommunalen Kultur- und Sozialzentrum KroKuS und der Freiwilligen Feuerwehr Bemerode-Kirchrode.
Im Kirchenzentrum Kronsberg finden auch Film und Literaturgottesdienste (beispielsweise zu Das Wunder von Bern oder Babettes Fest), Rundfunkgottesdienste sowie andere Veranstaltungen, wie Ausstellungen und Konzerte, statt.
In der Kirche waren bisher bekannte Kirchenvertreter, wie der ehemalige Ratsvorsitzender der EKD Altbischof Martin Kruse und der Abt zu Loccum Horst Hirschler, als Prediger oder Referent zu Gast.
Die Pastoralsoziologische Arbeitsstelle (PSA) der Landeskirche Hannovers (2004 aufgegangen im Sozialwissenschaftlichen Institut der EKD und im Arbeitsbereich Gemeindeberatung/Entwicklung im Haus kirchlicher Dienste) begleitete den Gemeindeaufbau Sozialwissenschaftlich.
Seit 2004 besteht eine lose Partnerschaft mit der Kirchengemeinde Christ the Church in Bristol-Bradley-Stoke. Zur Expo 2000 zählte das Kirchenzentrum zu den EXPOnaten der Weltausstellung. Der auf dem Ausstellungsgelände errichtete Christus-Pavillon gehörte kirchlich zum Gemeindebezirk des Kronsbergpastors Schliep. Der Pavillon wurde unter anderem für Taufen genutzt.
Beim Deutschen Evangelischen Kirchentag 2005 in Hannover präsentierte die Gemeinde zusammen mit dem Kloster Bursfelde und dem Missionarischen Zentrum Hanstedt I das Thema Pilgern. Das Kirchenzentrum ist Start- und Zielpunkt eines 5 Kilometer langen (Pilger)-Besinnungsweges (Pilgern durch die Expo-Stadt) durch die Expo-Siedlung.
Am 1. Januar 2006 übergab der Stadtkirchenverband Hannover durch Schenkung den Gebäudekomplex an die St.-Johannis-Kirchengemeinde Bemerode.
Im Rahmen der Ausstellung des Bilderzyklus Apokalypse von Jacques Gassmann im Jahr 2007 in der St.-Johannis-Kirche in Bemerode waren einige Bilder des Zyklus im Kirchenzentrum ausgestellt.
Bis zum Jahr 2008 wurde im Kirchenzentrum mit Wasser aus dem Jordan getauft, das im Jahre 2000 vom jordanischen Expo-Pavillon in Flaschen zur Verfügung gestellt wurde.
Am 10. Oktober 2010 feierte das Kirchenzentrum sein 10-jähriges Bestehen. Im Festgottesdienst predigte Stadtsuperintendent Hans Martin Heinemann.
Seit September 2014 ist das Kirchenzentrum Heimat des Stadtklosters – der Kirche der Stille, in dessen Rahmen Kurse und Veranstaltungen stattfinden, bei denen Menschen Wege der Stille und Meditation erproben und vertiefen können. Im Rahmen des Projektes leben vier Studenten in der ehemaligen Pastorenwohnung in einem Kloster auf Zeit.